# La Demoiselle-paysanne
La Demoiselle paysanne (en russe : Барышня-крестьянка) est une nouvelle d'Alexandre Pouchkine.
Écrite en 1830, elle est publiée en 1831 dans le recueil des Récits de feu Ivan Pétrovitch Bielkine.

## Résumé
L'œuvre raconte l'histoire d'amour de deux jeunes gens, Alexeï et Lisa, dont les pères, Ivan Pétrovitch Bérestov (ennemi de l'innovation) et Grigori Ivanovitch Mouromski (anglomane) sont brouillés. Intriguée par Alexeï (que l'on dit fort séduisant), mais inquiète de la possible réaction de son père, Lisa décide de le rencontrer sous le déguisement d'une simple paysanne, "Akoulina". Les deux jeunes gens tombent rapidement amoureux, mais Lisa répugne à abandonner son déguisement:  la jeune fille semble prendre un plaisir certain à entretenir et utiliser cette fausse identité pour percer Alexeï à jour. Et le ressentiment mutuel et tenace des deux pères dissuade de toute façon toute révélation.
Or, à l'issue d'un accident de chasse, Ivan Bérestov et Grigori Mouromski se réconcilient et, pour sceller leur nouvelle amitié, prévoient un mariage entre leurs enfants. Alexeï, en apprenant la nouvelle, envoie immédiatement une lettre à "Akoulina" où il la demande en mariage puis se rend chez Mouromski pour décliner la main de sa fille. Quelle n'est pas sa surprise, quand, en ouvrant la porte, il tombe nez à nez avec Lisa, lisant la déclaration adressée à Akoulina !  Le quiproquo est levé, permettant à Alexeï et Lisa de se marier.

## Adaptations

### Au cinéma
- 1916 : Barychnia-krestianka, film muet russe réalisé par Olga Preobrajenskaïa, avec Avgusta Miklachevskaïa
- 1995 : Barychnia-krestianka, film russe réalisé par Alexeï Sakharov, avec Elena Korikova

### À la télévision
- 1970 : Barychnia-krestianka, téléfilm soviétique, avec Svetlana Karpinskaïa

### Ballet
- 1945 : La Demoiselle-paysanne, ballet sur une musique de Boris Assafiev et un livret de Nikolaï Volkov.